# Sporoschismopsis australiensis
Sporoschismopsis australiensis är en svampart som beskrevs av Goh & K.D. Hyde 1997. Sporoschismopsis australiensis ingår i släktet Sporoschismopsis, klassen Sordariomycetes, divisionen sporsäcksvampar och riket svampar.   Inga underarter finns listade i Catalogue of Life.